# Casa Pasqual Puigrubí
La casa Pasqual Puigrubí és un edifici situat a la plaça de la Llana, 14 i el carrer de les Candeles, 2 de Barcelona, catalogat com a bé cultural d'interès local.

## Història

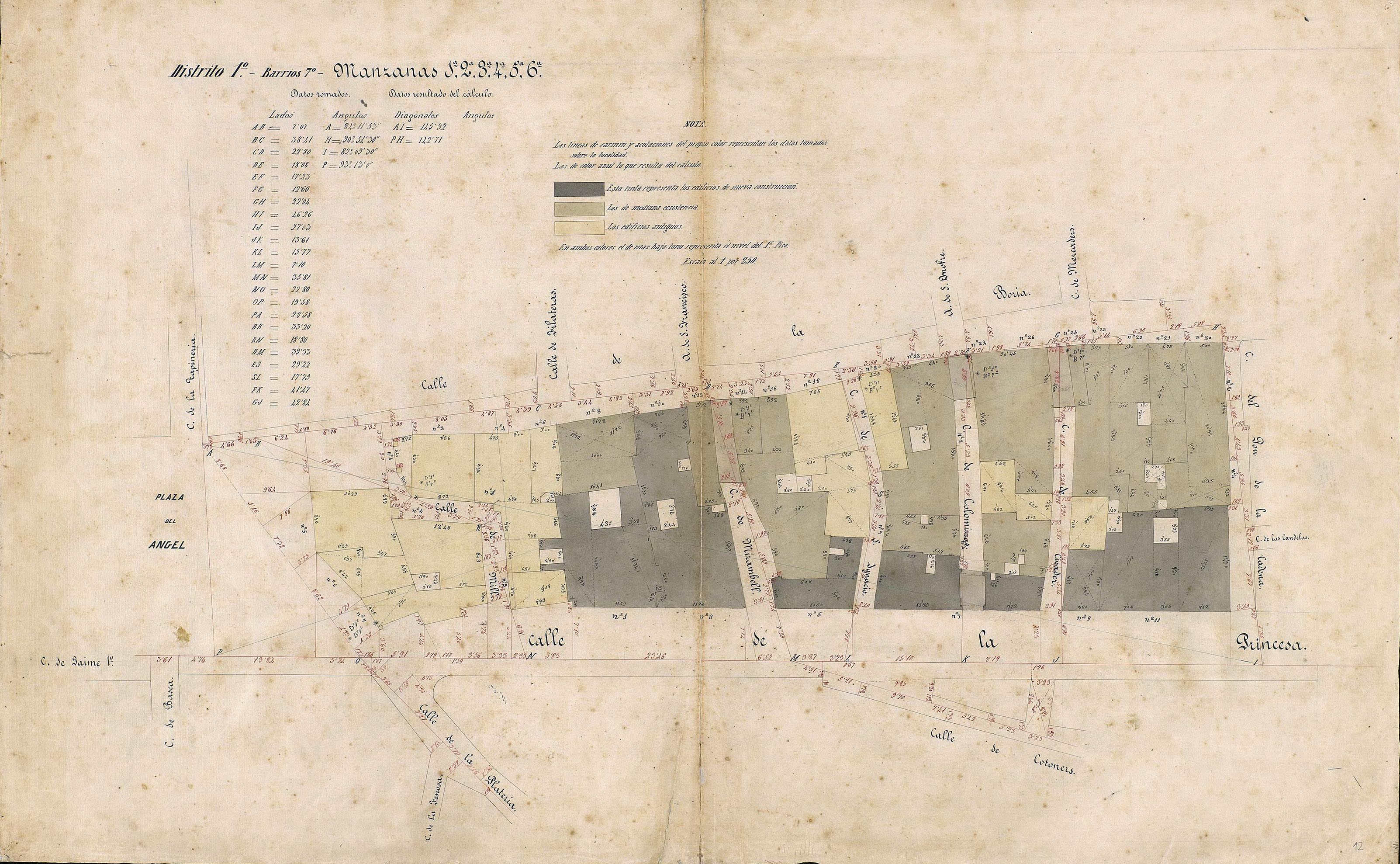
Quarteró núm. 12 de Garriga i Roca (c. 1860)

Va ser feta construir el 1806 pel llauner Pasqual Puigrubí, segons el projecte del mestre de cases Marià Enrich. Juntament amb Bonaventura Pallés, Puigrubí va fondre la campana de l'església de Cardedeu, beneïda el 1801.
L'ofici va ser continuat pels germans Carles i Pasqual Nobas i Puigrubí (†1883), casats respectivament amb les germanes reusenques Francesca (†1882) i Teresa Bellvé i Bartolí (1806-1891). La primera va succeir el seu marit al mateix edifici, mentre que Pasqual s'establí al carrer dels Carders, 8, i fou el pare del fotògraf Narcís (1840-1893) i de l'escultor Rossend Nobas i Ballbé (1841-1891).
A finals del segle xix, la propietària de l'immoble era Josepa Arquimbau i Puigrubí.

## Descripció
Té planta baixa i quatre pisos. A l'esquerra dels baixos de la plaça, s'obre el pas del carrer de Candeles sota una llinda de fusta, i a l'altra banda, un arc de mig punt adovellat i amb impostes als brancals, que podria remuntar-se als segles xv o xvi.
La façana de la plaça de la Llana s'estructura amb dos eixos d'obertures (balcó corregut al primer pis i de volada decreixent fins a convertir-se en balcó ampitat al quart). Les llosanes dels balcons són de ferro i rajoles bicolor. L'acabat és d'estuc de color similar al de l'origen, restaurat cap al 2017.